# Liviu Dragnea
Liviu Nicolae Dragnea (n. 28 octombrie 1962, Gratia, România) este un politician român, fost președinte al Partidului Social Democrat și fost președinte al Camerei Deputaților. Până la încarcerarea sa, Liviu Dragnea era considerat cel mai influent politician din România.
De profesie inginer, a intrat în politică după Revoluție: inițial a fost membru al Partidului Democrat (1994–2001), iar apoi s-a înscris în Partidul Social Democrat. Printre funcțiile publice pe care le-a deținut sunt cele de președinte al Consiliului Județean Teleorman (2000–2012), ministru al Afacerilor Interne în guvernul Boc I (2009) și viceprim-ministru și ministru al Dezvoltării Regionale și Administrației Publice în guvernele conduse de Victor Ponta (2012–2015).
În aprilie 2016 a fost condamnat definitiv cu suspendare în dosarul „Referendumul”. În consecință, nu a putut accede în funcția de prim-ministru, deși, sub conducerea sa, PSD a obținut în decembrie 2016 majoritatea relativă în alegeri și, împreună cu ALDE, a format ulterior trei guverne. Pe 27 mai 2019 a fost condamnat definitiv cu executare la 3 ani și 6 luni închisoare în dosarul angajărilor fictive la DGASPC Teleorman. 
La data de 15 iulie 2021, instanța a decis să îl elibereze condiționat din penitenciar.

## Biografie și educație
Liviu Nicolae Dragnea s-a născut la 28 octombrie 1962, în comuna Gratia, județul Teleorman. Tatăl lui Liviu Dragnea, Dumitru, a fost subofițer de miliție și a deținut funcția de șef de post în două comune din județul Teleorman (Gratia și Dobrotești).
A urmat cursurile Liceului de matematică–fizică Unirea din Turnu Măgurele (1976–1980). În 1987 a absolvit Facultatea de Transporturi, secția Autovehicule rutiere, din cadrul Institutului Politehnic București. Aici l-a avut ca profesor de Mecanica fluidelor pe fostul premier Petre Roman. A lucrat ca inginer stagiar într-o secție auto aparținând Întreprinderii de Utilaj Greu și Transport pentru Construcții Craiova. În 1997 a urmat un curs de specializare la Școala de Înalte Studii Administrative din Roma. Între 1999 și 2002 a urmat cursurile Facultății de Contabilitate și Informatică de Gestiune din cadrul Universității „Alexandru Ghica” din Alexandria, fără a susține și examenul de licență. Ulterior, procurorii de la Parchetul Judecătoriei Sectorului 4 au anulat foaia matricolă a lui Liviu Dragnea, întrucât universitatea a fost înființată oficial în 2001, iar situația școlară emisă de universitate a fost falsă. În 2001 a urmat un curs de management al administrației publice locale din cadrul ASE București. În 2004 a absolvit cursurile Colegiului Național de Apărare în cadrul Universității Naționale de Apărare „Carol I” din București.
În 1990 se asociază cu un sătean din Giuvărăști, Vasilică Petcu, în „Asociația cu scop lucrativ Bachus”, cei doi deschizându-și un bar. Dragnea și Petcu se asociază apoi în firma „Com Orizont SRL”, care deschide și administrează o serie de baruri în satele de lângă Giuvărăști. În 1992 se asociază cu Florin Mîndroc cu care preia firma „Dacorom SRL”, în actele căreia figura un bar din Turnu Măgurele. Firma preia în locație de gestiune Restaurantul Modern, Hanul Diligenței și Hotelul Turris din Turnu Măgurele în 1993 de la SC Turris SA Turnu Măgurele și SC Vedea SA Teleorman, ambele societăți deținute de statul român. Cel care semnează cedarea în locație de gestiune din partea SC Vedea SA este directorul ei, Cicerone Constantinescu. În 1994, Dragnea înființează firma „Ștefimar SRL”, în care este asociat unic și pe numele căreia mută unele din activele deținute anterior de Dacorom și Com Orizont. Cele trei firme sunt radiate în anii 2000, când Dragnea devine președintele Consiliului Județean Teleorman.

## Carieră politică

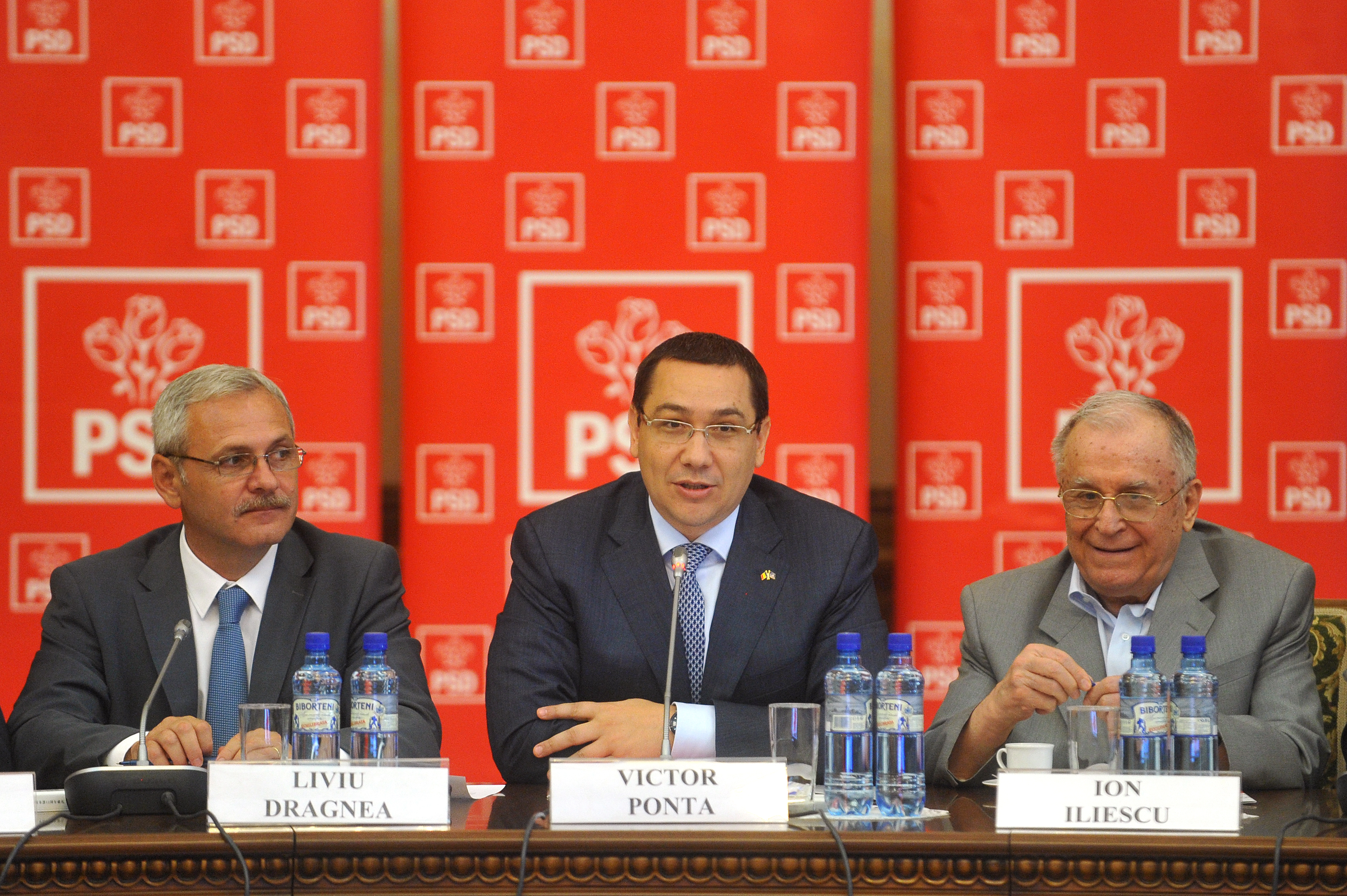
Ion Iliescu, Victor Ponta și Liviu Dragnea, președinți ai PSD între 1997–2000, 2010–2015, respectiv 2015–2019

În plan politic, Liviu Dragnea s-a înscris după Revoluție în Partidul Democrat, la recomandarea fostului său coleg de facultate Adriean Videanu, devenind vicepreședinte al Organizației PD Turnu Măgurele. În anii 1995–1996, a fost vicepreședinte al Organizației Județene a Partidului Democrat Teleorman. În anul 1996, devine directorul de campanie electorală pentru alegerile locale și generale ale PD Teleorman și tot în 1996 este ales consilier local în Consiliul Local al municipiului Turnu Măgurele.
În iunie 2001, când Traian Băsescu a câștigat șefia Partidului Democrat în detrimentul lui Petre Roman, Liviu Dragnea a demisionat și s-a înscris în PSD. În ianuarie 2001, citat de ziarul Teleormanul, Dragnea declara: „În niciun caz nu mă voi înscrie în PDSR [noul PSD]. Dacă îmi voi da demisia din Partidul Democrat, atunci îmi voi prezenta demisia și din funcția de președinte al Consiliului Județean și mă voi ocupa de afacerile mele”. Între 2001 și 2005 a fost președinte executiv al PSD Teleorman și membru în Biroul Executiv Central. A condus Teleormanul în tandem cu Teodor Nițulescu, prefectul județului ṣi președintele de atunci al PSD Teleorman. La Congresul Extraordinar al PSD din 10 decembrie 2006, Liviu Dragnea a fost ales vicepreședinte însărcinat cu reforma statului și descentralizarea. A fost șeful de campanie al PSD la alegerile pentru Parlamentul European din noiembrie 2007. În campania pentru alegerile parlamentare din 2008, a fost coordonator al campaniei PSD, împreună cu fostul ministru al Transporturilor, Miron Mitrea.
La 7 iulie 2008 Liviu Dragnea a fost numit coordonator al filialei Giurgiu a PSD, iar la 11 iulie 2008 a fost desemnat la Consiliul Național Comun al PSD și PC pentru a se ocupa de prezentarea ofertei electorale pe probleme de reformă, administrație și descentralizare. La 18 decembrie 2008 a fost ales de Comitetul Executiv Național al PSD în funcția de coordonator al grupului de miniștri social-democrați din Guvernul Boc, cu rolul de a păstra legătura de la nivelul conducerii partidului cu echipa de miniștri ai PSD. Din iulie 2009, a deținut funcția de secretar general interimar al PSD, pentru ca în octombrie 2009, Consiliul Național al PSD să-l desemneze secretar general al partidului. A fost reales în această funcție la 20 februarie 2010, în cadrul Congresului Extraordinar al PSD.
Liviu Dragnea a fost ales, la 20 aprilie 2013, în funcția de președinte executiv al PSD, la Congresul formațiunii. Funcția de președinte executiv a fost reînființată prin noul Statut al PSD, aprobat cu o zi înaintea Congresului. A candidat la alegerile parlamentare din 9 decembrie 2012 în Teleorman, obținând un mandat de deputat în Colegiul 3 – Alexandria, cu scorul de 71,49 %. La Comitetul Executiv Național din 22 iulie 2015, a fost ales președinte interimar al PSD, după ce Victor Ponta a anunțat că s-a retras din funcția de președinte al partidului. S-a înscris în cursa pentru președinția partidului, la 27 septembrie 2015, fiind singura candidatură acceptată de Comitetul Executiv Național al PSD. În 12 octombrie 2015, a fost ales cu 97% dintre voturi în funcția de președinte al PSD.

### Prefect al județului Teleorman (1996–2000)
În decembrie 1996, la doar 34 de ani, Dragnea este numit prefect de Teleorman. A fost prefect al județului până în 2000, an în care a candidat și a câștigat șefia Consiliului Județean Teleorman pe listele PD. Ca prefect, acesta a inițiat constituirea primei regiuni de dezvoltare (Muntenia-Sud) și a înființat Agenția pentru Dezvoltare Regională. În perioada 1998–2000 a inițiat și a realizat ample lucrări de modernizare a legăturii rutiere dintre Alexandria și București, care au dus la reclasificarea DN6 în șoseaua europeană E70.

### Președinte al Consiliului Județean Teleorman (2000–2012)

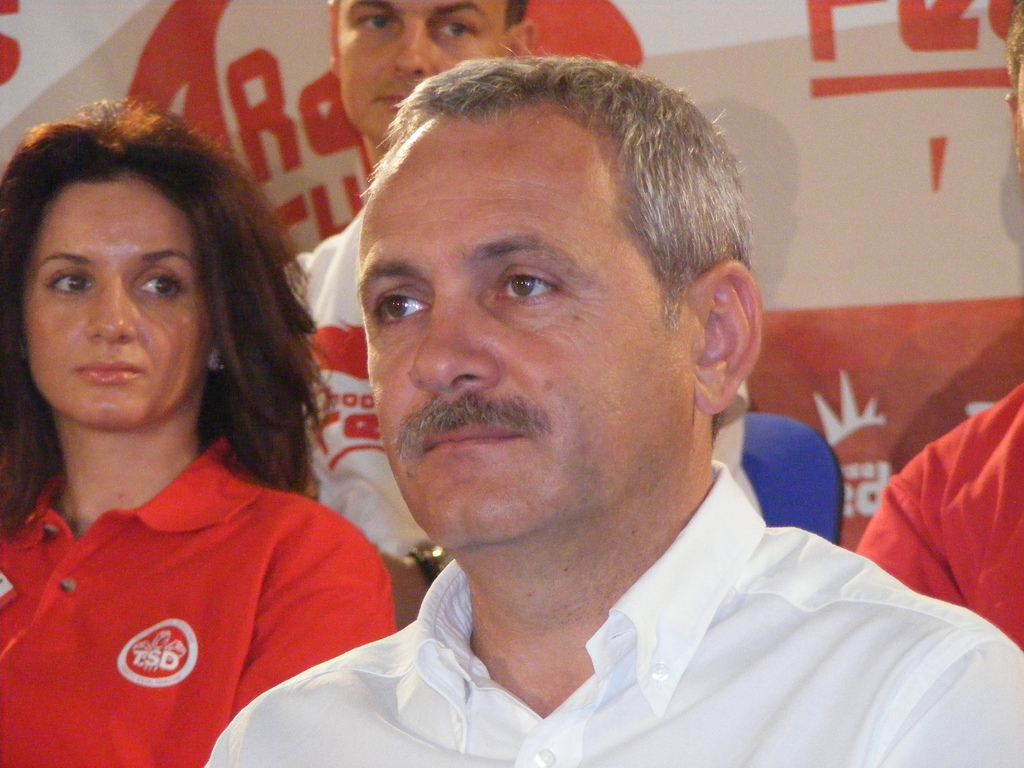
Liviu Dragnea în septembrie 2009

Liviu Dragnea a deținut funcția de președinte al Consiliului Județean Teleorman între iunie 2000 și decembrie 2012, în cei 12 ani în care a condus județul alegându-se cu renumele de „baron de Teleorman”.
În iunie 2002 inițiază și promovează proiectul „Punct de trecere a frontierei cu bacul Turnu Măgurele–Nikopol”, finanțat din fonduri Phare–CBC. În luna noiembrie a aceluiași an a înființat Biroul de reprezentare a județului Teleorman la Bruxelles. În aprilie 2003, a organizat, în calitate de raportor CPLRE, Conferința europeană privind managementul apelor din Bazinul Dunării, pe tema raportului „Rolul autorităților regionale și locale în managementul resurselor de apă”. O lună mai târziu, raportul întocmit a fost adoptat în unanimitate de către CPLRE ca rezoluție și de către Consiliul Europei ca recomandare. În martie 2004 inițiază procedura de înființare la Bruxelles a Biroului de reprezentare a UNCJR, urmată de lansarea oficială a acestuia în octombrie 2005. În septembrie 2006 inițiază proiectul de modificare a legii administrației publice locale pentru promovarea descentralizării și extinderea autonomiei regionale și locale.

### Ministru de Interne (ianuarie–februarie 2009)
Liviu Dragnea a deținut, la începutul anului 2009, portofoliul Administrației și Internelor, în Guvernul PSD–PDL, dar numai pentru 12 zile, preluând ministerul în urma demisiei lui Gabriel Oprea. El demisionează la rândul său după numai 12 zile, în 3 februarie, invocând ca motiv oficial insuficiența fondurilor alocate ministerului în raport cu îndeplinirea obiectivelor pe care și le fixase. În presă s-a vehiculat faptul că demisia lui Dragnea de la MAI ar fi avut la bază refuzul premierului de atunci, Emil Boc, de a-i nominaliza pe Ionel Georgescu și Mincu Silvestru la șefia DGIPI. Ionel Georgescu și Mincu Silvestru ar fi fost susținuți de liderul PSD București, Marian Vanghelie, care l-ar fi sprijinit pe Dragnea să ajungă ministru în schimbul nominalizării celor doi pe posturile enumerate.

### Ministru al Dezvoltării Regionale (2012–2015)

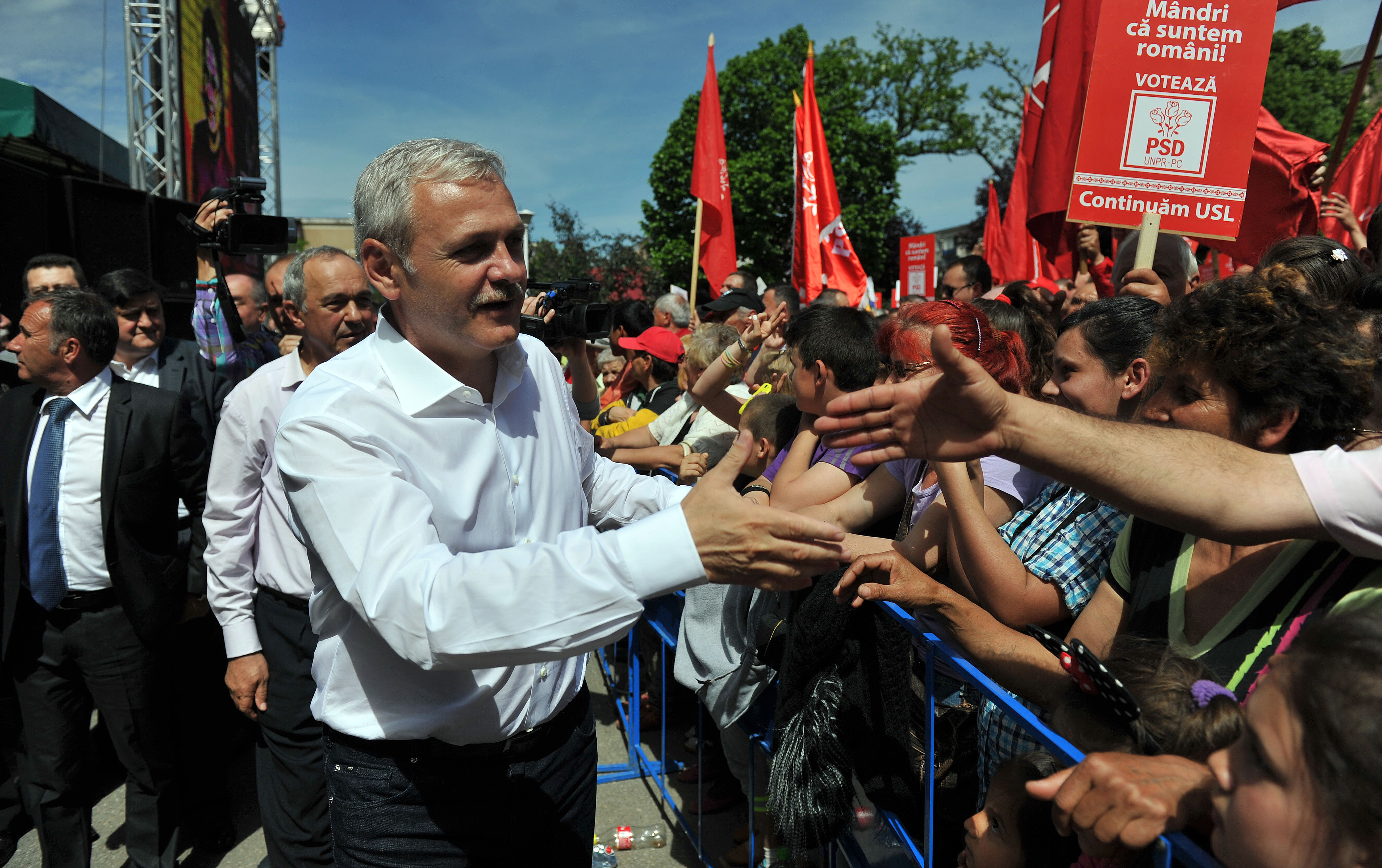
Liviu Dragnea la un miting electoral al alianței PSD–UNPR–PC în Călan

A deținut funcția de vicepremier și ministru al Dezvoltării Regionale și Administrației Publice în Cabinetul Ponta II între 21 decembrie 2012–5 martie 2014. Între 5 martie–16 decembrie 2014 a fost viceprim-ministru, ministrul Dezvoltării Regionale și Administrației Publice în Cabinetul Ponta III. A deținut portofoliul Dezvoltării Regionale și Administrației Publice și în Cabinetul Ponta IV, în intervalul 16 decembrie 2014–15 mai 2015. La 15 mai 2015, a demisionat din funcția de ministru și din cea de președinte executiv al PSD, ca urmare a condamnării sale la un an de închisoare cu suspendare în dosarul „Referendumul”.

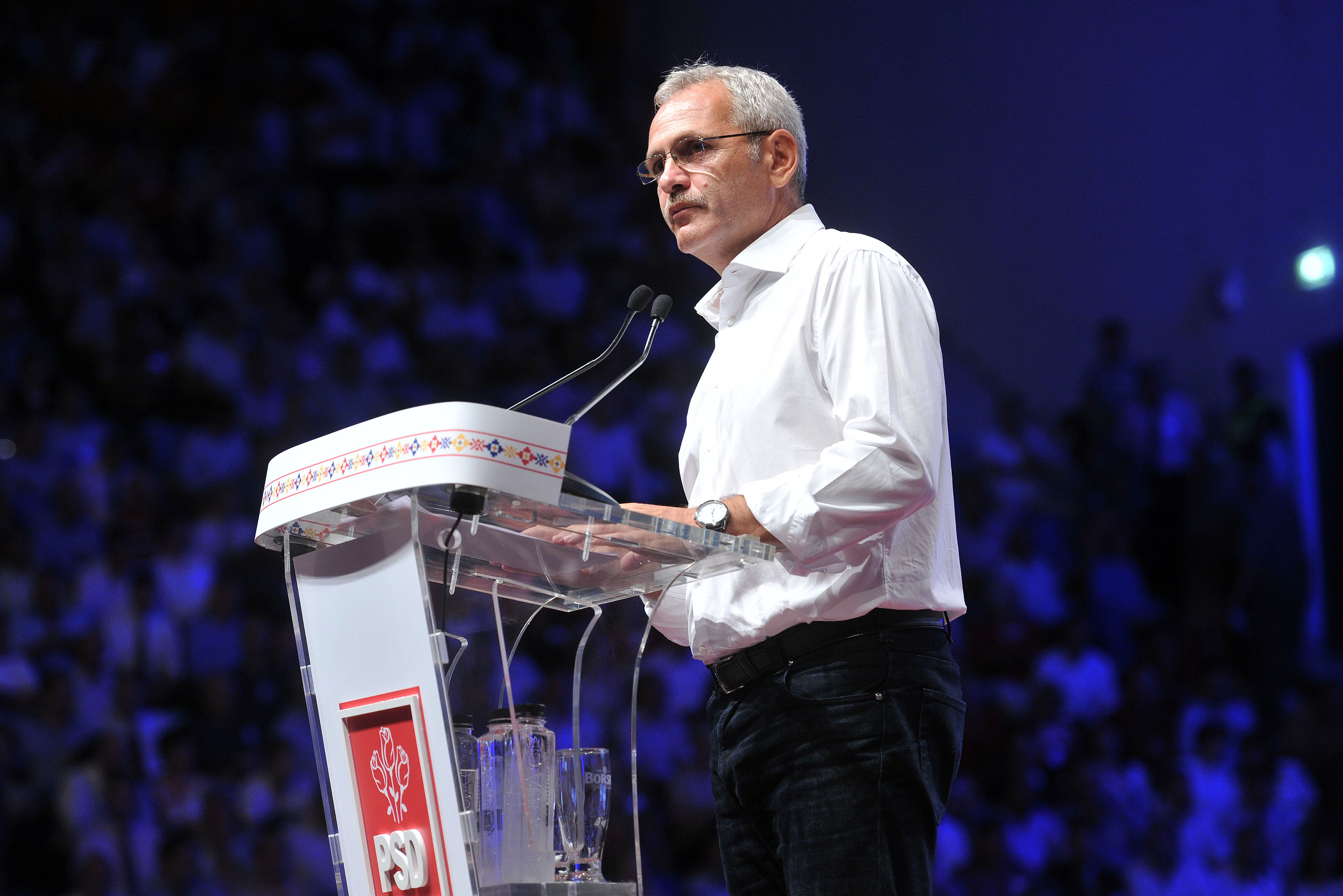
Liviu Dragnea susține un discurs la Consiliul Național al PSD din Craiova.

În această funcție, finalizează negocierile cu Comisia Europeană pentru o serie de programe de finanțare: Programul Operațional Regional, Programul Operațional Capacitate Administrativă, Programul Național de Dezvoltare Locală și Programul Național de Cadastru și Carte Funciară. În 2013, adoptă măsura rambursării, care introdusese un blocaj generalizat atât în rândul autorităților locale, cât și în rândul beneficiarilor privați. De asemenea, inițiază și implementează o serie de propuneri legislative: Strategia pentru consolidarea administrației publice, Proiectul de strategie generală a descentralizării și Codul administrativ al României. În raportul de audit al performanței Programului Național de Dezvoltare Locală în perioada 2013–2014, Curtea de Conturi a semnalat nereguli privind cheltuirea a 2,3 miliarde de lei pentru respectivul program. De asemenea, potrivit unui raport al Expert Forum, alocarea fondurilor din Programul Național de Dezvoltare Locală s-a realizat fără nicio justificare obiectivă, ci doar în baza clientelismului de partid.

### Președinte al Camerei Deputaților (2016–2019)
În 21 decembrie 2016 Liviu Dragnea a fost ales președinte al Camerei Deputaților cu 216 voturi „pentru” și 101 „împotrivă”, el fiind singurul candidat pentru această funcție.
Protestele de stradă împotriva Ordonanței 13/2017, care au adunat peste 600.000 de oameni în țară și diaspora, au fost îndreptate și împotriva liderului PSD, Liviu Dragnea, văzut ca principalul beneficiar al legii. Mai mult, Dragnea era acuzat de presă și de opoziție că ar fi avut inițiativa modificărilor incriminate.

## Poziții politice
Liviu Dragnea a fost descris în publicații autohtone, dar și internaționale (Politico, The Washington Post, Deutsche Welle, Der Spiegel) drept un autocrat cu viziuni iliberale. Discursul său politic este caracterizat ca având orientări populiste. În aparițiile sale publice, Dragnea susținea că poporul român a fost indus în eroare și împins spre sărăcie de interese străine și agenți locali care lucrează în favoarea lor. De asemenea, acesta clama interferențe din partea unei elite tehnocrate prin multinaționale și servicii secrete.

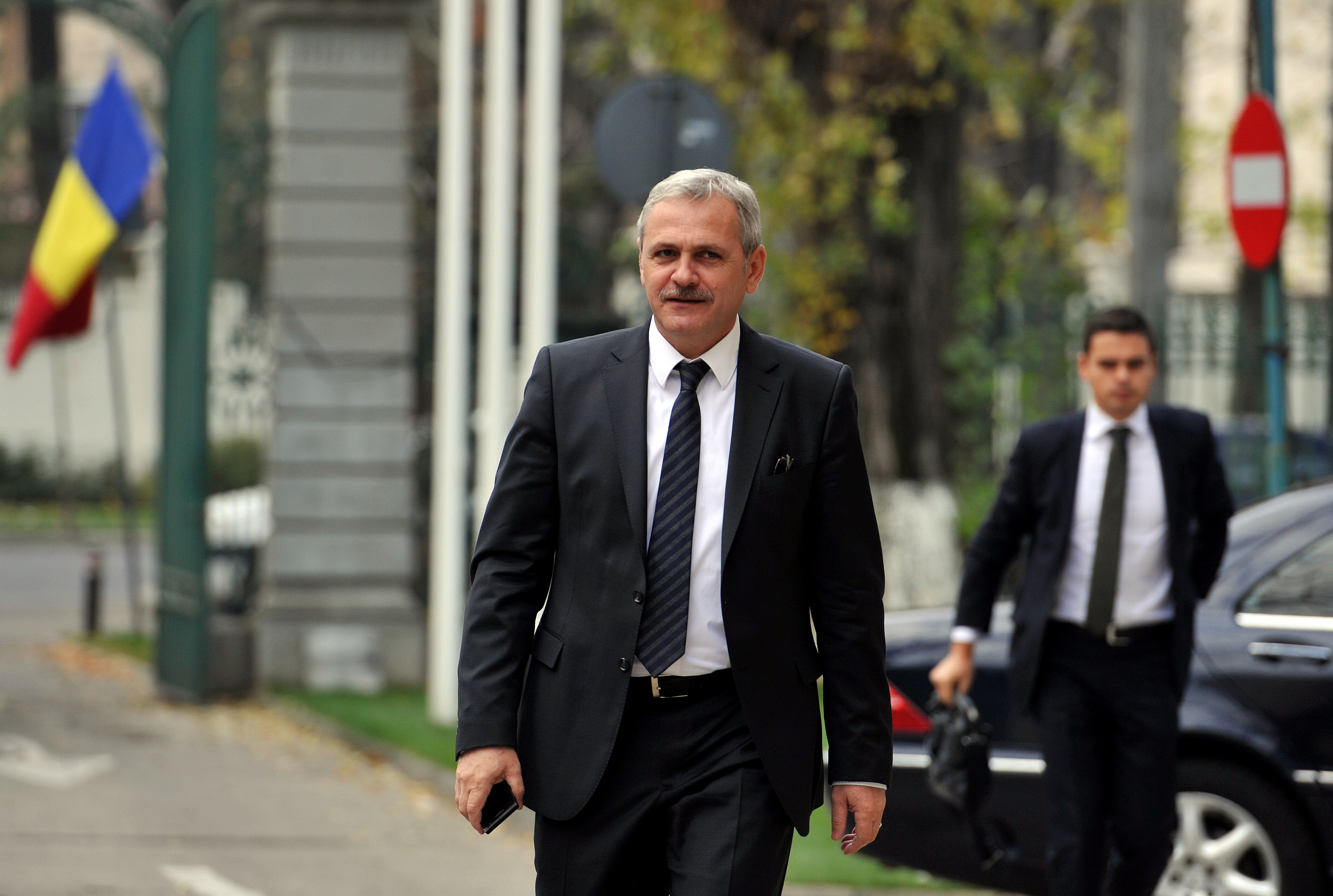
Dragnea în 2013

Deși este liderul unui partid a cărui ideologie oficială este social-democrația, Dragnea a avut de-a lungul timpului opinii puternic conservatoare în ceea ce privește teme precum naționalismul, minoritățile sexuale, migrația și relația stat–biserică. În contextul referendumului pentru redefinirea familiei în Constituție, susținut vehement de acesta, Liviu Dragnea s-a declarat în dezacord cu legalizarea căsătoriilor între persoane de același sex, spunând că este „un om tradiționalist” care vede „familia formată dintr-un bărbat și o femeie și, când vrea Dumnezeu, și cu copii”. Liviu Dragnea se declară credincios și consideră că este important ca tinerii să fie îndrumați către credință. De asemenea, acesta se opune impozitării bunurilor și afacerilor Bisericii. În 2014, Liviu Dragnea a fost decorat de Patriarhul Daniel cu Ordinul „Sfinții Martiri Brâncoveni” pentru contribuția adusă în renovarea mai multor lăcașe de cult.
Deși consideră că integrarea României în Uniunea Europeană este „una dintre cele mai mari realizări istorice ale poporului român”, Liviu Dragnea a avut mai multe luări de poziție critice la adresa blocului comunitar. Deseori, Dragnea a prezentat Uniunea Europeană ca fiind dezinformată sau ignorantă în legătură cu problemele reale ale poporului român. Mai mult, acesta a acuzat Uniunea Europeană și NATO de încurajarea și finanțarea așa-numitului „stat paralel”, un concept în jurul căruia Dragnea și-a construit argumentele în favoarea modificărilor controversate la legile justiției.
În octombrie 2018, Liviu Dragnea a anunțat că va cere Guvernului un proiect de lege privind modul de finanțare a publicațiilor online, în contextul în care Dan Voiculescu, fondatorul trustului Intact Media Group și condamnat pentru fapte de corupție, a atras atenția Guvernului, pe blog, asupra site-urilor care critică majoritatea PSD–ALDE, insinuând ca acestea ar urmări anumite interese obscure. Ulterior, mai multe redacții și organizații neguvernamentale din toată țara au lansat un apel intitulat „Protest: Mass-media sub atacul puterii” prin care au condamnat declarațiile lui Liviu Dragnea. Potrivit semnatarilor protestului, afirmațiile acestuia „încalcă flagrant și amenință (...) independența presei”.

## Imagine publică
Într-un articol al cotidianului britanic The Guardian, jurnaliștii Shaun Walker și Jennifer Rankin notau că Liviu Dragnea este priceput în gestionarea politicii interne și echilibrarea forțelor regionale, însă aptitudinile sale sunt limitate când vine vorba de aparițiile publice sau scena internațională. Lectorul în științe politice George Jiglău scria în The Conversation că, „pentru mulți, Liviu Dragnea este un simbol al corupției și al clientelismului adus în politica statului”.

## Controverse
De la alegerile parlamentare din 2016, mai mulți membri ai PSD s-au declarat nemulțumiți de modul autoritar în care Liviu Dragnea conduce partidul. În septembrie 2018, Paul Stănescu, Gabriela Firea și Adrian Țuțuianu au semnat, în numele unui comitet de inițiativă, o scrisoare prin care au solicitat demisia acestuia din funcțiile de președinte al PSD și președinte al Camerei Deputaților. Ulterior, scrisoarea a fost dezbătută într-o ședință a Comitetului Executiv al PSD, în urma căreia majoritatea a votat pentru susținerea lui Liviu Dragnea.

### Condamnări penale
În 22 aprilie 2016 Liviu Dragnea a fost condamnat definitiv de Înalta Curte de Casație și Justiție la doi ani de închisoare cu suspendare, cu un termen de încercare de patru ani, în dosarul „Referendumul”. Procurorii DNA au cerut magistraților ÎCCJ pedeapsă cu executare pentru Liviu Dragnea, pedeapsa minimă solicitată de DNA fiind între trei și cinci ani de închisoare. În cererea procurorilor se arată că liderul PSD ar fi tratat alegătorii ca pe niște obiecte, iar neprezentarea la vot a fost văzută ca „un moft, nu ca un drept”. În primă instanță, judecătorii ÎCCJ l-au condamnat, în 15 mai 2015, pe Liviu Dragnea la un an de închisoare cu suspendare. Potrivit rechizitoriului procurorilor, Liviu Dragnea, „cu ocazia organizării și desfășurării referendumului din 29 iulie 2012, a uzat de influența și autoritatea sa în partid în scopul obținerii unor foloase nepatrimoniale de natură electorală, necuvenite, pentru alianța politică din care făcea parte partidul reprezentat de inculpat, și anume îndeplinirea cvorumului de participare cu ajutorul voturilor obținute în alte condiții decât cele legale”. Anchetatorii susțin că Dragnea a fost susținut în fraudarea referendumului de 74 de președinți și membri ai unor secții de votare din localități din județele Teleorman, Vrancea, Gorj și Olt. Aceștia au fost trimiși în judecată pentru falsificare, prin orice mijloace, a documentelor de la birourile electorale și introducerea în urnă a unui număr suplimentar de buletine de vot decât cele votate de alegători, infracțiuni comise sub forma autoratului, complicității sau a instigării. În paralel, Dragnea a fost găsit vinovat că a coordonat un sistem informatic complex, prin intermediul căruia a transmis mesaje, ordine și recomandări legate de stimularea participării cetățenilor la vot prin mijloace interzise de lege către coordonatorii județeni de campanie/primării/activiștii de partid.
Pe 21 iunie 2018 magistrații ÎCCJ l-au condamnat în primă instanță pe Liviu Dragnea la trei ani și șase luni de închisoare cu executare plus interzicerea unor drepturi în procesul angajărilor de la Direcția Generală de Asistență Socială și Protecția Copilului Teleorman, în care e acuzat de instigare la abuz în serviciu. Decizia anulează condamnarea din dosarul „Referendumul”. Potrivit procurorilor, în perioada iulie 2006–decembrie 2012, Liviu Dragnea, în calitate de președinte al Consiliului Județean Teleorman, respectiv de președinte al PSD Teleorman, a determinat-o pe Floarea Alesu, la acea vreme director executiv al DGASPC Teleorman, să își încalce atribuțiile de serviciu prin menținerea în funcție și implicit plata drepturilor salariale pentru două angajate ale aceleiași instituții. „În realitate, cele două persoane și-au desfășurat activitatea la sediul organizației județene Teleorman a partidului politic al cărui președinte era inculpatul Dragnea Nicolae Liviu, aspect cunoscut de acesta din urmă”, se arată în rechizitoriul DNA. Liviu Dragnea a fost condamnat în primă instanță de un complet de trei judecători. Decizia a fost contestată și judecata a ajuns la un complet de cinci judecători. Procesul în apel a fost amânat pe parcursul mai multor termene de judecată, în urma controverselor referitoare la constituirea completurilor de cinci judecători. Pe 27 mai 2019, Liviu Dragnea a fost condamnat definitiv la trei ani și șase luni de închisoare cu executare. Magistrații au menținut astfel sentința dată în primă instanță. 
Pe data de 21 aprilie 2021, Liviu Dragnea a primit aviz pozitiv pentru eliberare condiționată din partea comisiei Penitenciarului Rahova. Fostul lider al PSD a solicitat Judecătoriei Sectorului 5 al Capitalei eliberarea condiționată încă din data de 12 aprilie 2021. Decizia finală va aparține însă instanței, care a stabilit termenul de soluționare a cererii în data de 27 aprilie 2021.
În data de 27 aprilie 2021, magistrații Judecătoriei Sectorului 5 al Capitalei au respins cererea lui Liviu Dragnea de eliberare condiționată. Liviu Dragnea a fost audiat prin videocoferință în data de 27 aprilie, invocând faptul că a stat suficient timp în penitenciar și că s-a reabilitat. În replică, procurorul DNA a cerut instanței judecătorești prelungirea pedepsei în spatele gratiilor pentru încă șase luni în cazul lui Liviu Dragnea. Procurorul a argumentat faptul că Liviu Dragnea consideră, în continuare, că a fost condamnat politic și că nu acceptă faptul că a încălcat legea. 

### Acuzații de corupție
În septembrie 2016 Oficiul European de Luptă Antifraudă a trimis autorităților competente din România informații pe baza cărora s-a constituit dosarul „Tel Drum”. Începând cu data de 13 noiembrie 2017, DNA a dispus urmărirea penală a lui Liviu Dragnea sub acuzațiile de constituire de grup infracțional organizat, deturnare de fonduri europene și abuz în serviciu. Alături de alte persoane, Liviu Dragnea ar fi obținut foloase necuvenite din diverse contracte publice acordate societății Tel Drum. Potrivit purtătorului de cuvânt al DNA, Livia Săplăcan, „prejudiciile (...) se constituie din două sume – un prejudiciu din abuz în serviciu, aproximativ 30 de milioane de lei, și un prejudiciu de 20 de milioane de euro, bani obținuți nelegal, ca urmare a fraudării fondurilor europene”.
În martie 2018 RISE Project și Folha de S.Paulo au dezvăluit că autoritățile din Brazilia au în desfășurare o anchetă al cărei subiect este Liviu Dragnea. Conform procurorului federal Carlos Wagner Barbosa Guimarães, Dragnea este suspectat că ar fi folosit bani proveniți din afaceri corupte din România la achiziția de proprietăți pe plaja din Cumbuco, la 30 km de Fortaleza, capitala statului Ceará. Brazilienii ar fi inițiat ancheta după ce procurorii din România au luat legătura cu ei în iulie 2017. Liviu Dragnea a negat acuzațiile.

### Interdicție de intrare în SUA
Liviu Dragnea și cei doi copii ai săi, Valentin Ștefan Dragnea și Maria Alexandra Dragnea, au interdicție de a intra în SUA pentru implicarea lui Dragnea în acțiuni de corupție semnificativă.

## Viață personală
Liviu Dragnea este mezinul familiei Dragnea. Fratele său mai mare, Viorel, a decedat în 24 august 2013, la vârsta de 58 de ani. Colonel în rezervă al Poliției Române, acesta suferea de cancer pulmonar. Liviu Dragnea a fost căsătorit 28 de ani cu Bombonica Prodana. Împreună cu aceasta are doi copii: Valentin și Alexandra. Din mai 2016, Dragnea este logodit cu Irina Alexandra Tănase, fosta lui secretară, care este cu 30 de ani mai tânără decât el. În anii studenției, Liviu Dragnea a fost toboșar în trupa rock Ego.

## Distincții
- 2001 – Cetățean de onoare al Comitatului Leon, Florida, SUA[11]
- 2003 – Oscarul pentru excelență, pentru recompensarea personalității anului în județul Teleorman[11]
- 2004 – Diplomă de excelență, acordată de Federația Autorităților Locale din România, pentru recompensarea celui mai activ președinte de consiliu județean[11]
- 2007 – Medalia de onoare „Prieten al comunităților evreiești din România”[109]
- 2014 
  - Cetățean de onoare al orașului Negrești-Oaș[110]
  - Ordinul „Sfinții Martiri Brâncoveni”, acordat de Patriarhul Daniel[68]
- 2016 – Compasul Ierusalimului, acordat de Congresul Evreiesc European[111]
- 2018 – Medalia Democrației, acordată de Andrian Candu, președintele Parlamentului Republicii Moldova[112]